# Гірські льодовики

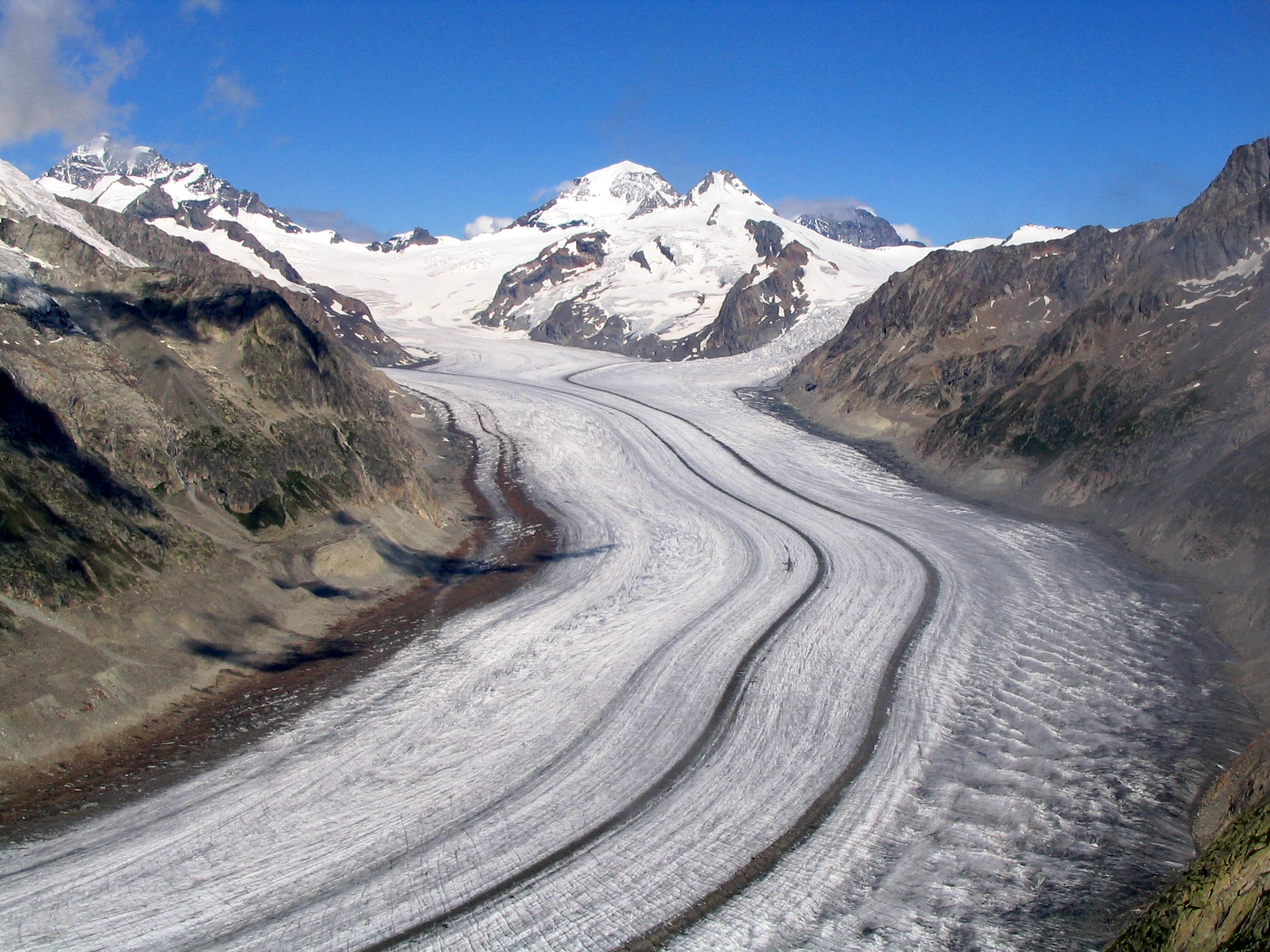
Алецький льодовик, Швейцарія.

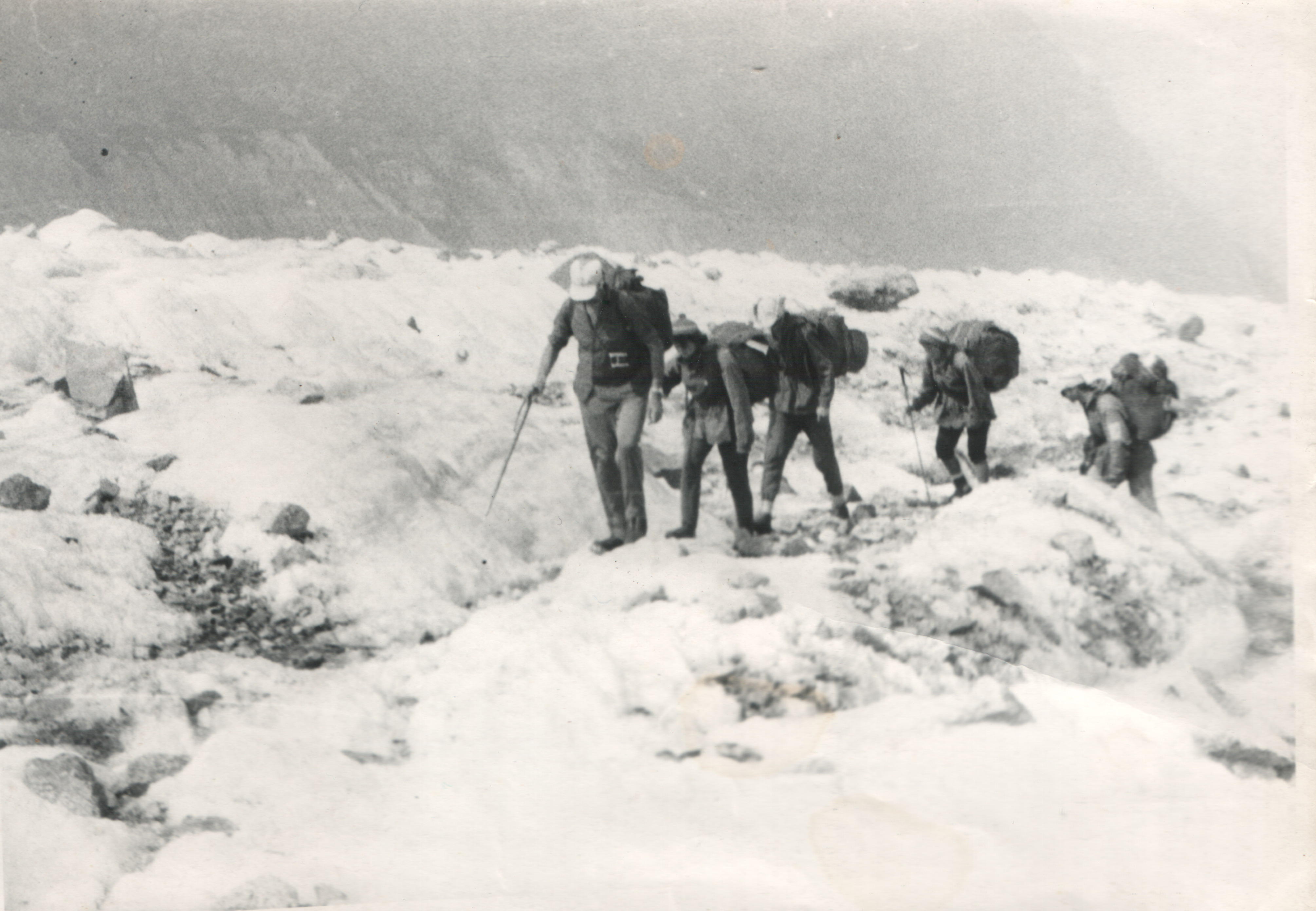
Кавказ. Група українських альпіністів на Безенгійському льодовику.

Гірські льодовики — льодовики в горах. Характерна їх особливість — наявність чітко виражених областей живлення, тобто фірнових басейнів, у межах яких відбувається накопичення снігу та подальше його перетворення на фірн і лід.
Є в Альпах, Гімалаях, на Тянь-Шані, Памірі, Кавказі та інших горах. Розміри, форма і будова гірського льодовика визначаються формою його ложа, величинами живлення і абляції та рухом льоду.

## Різновиди

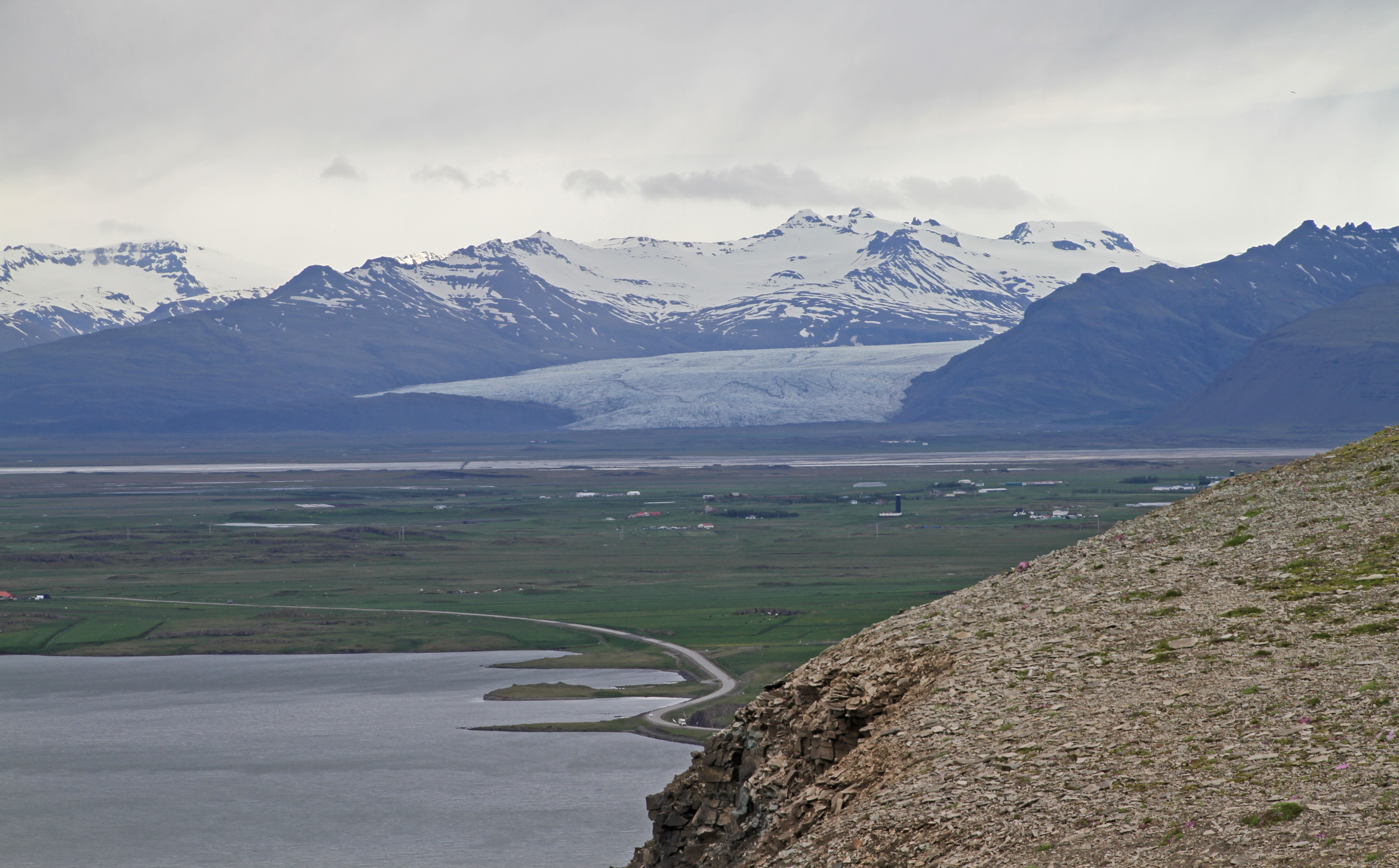
Альманнаскард (долинний льодовик), Ісландія

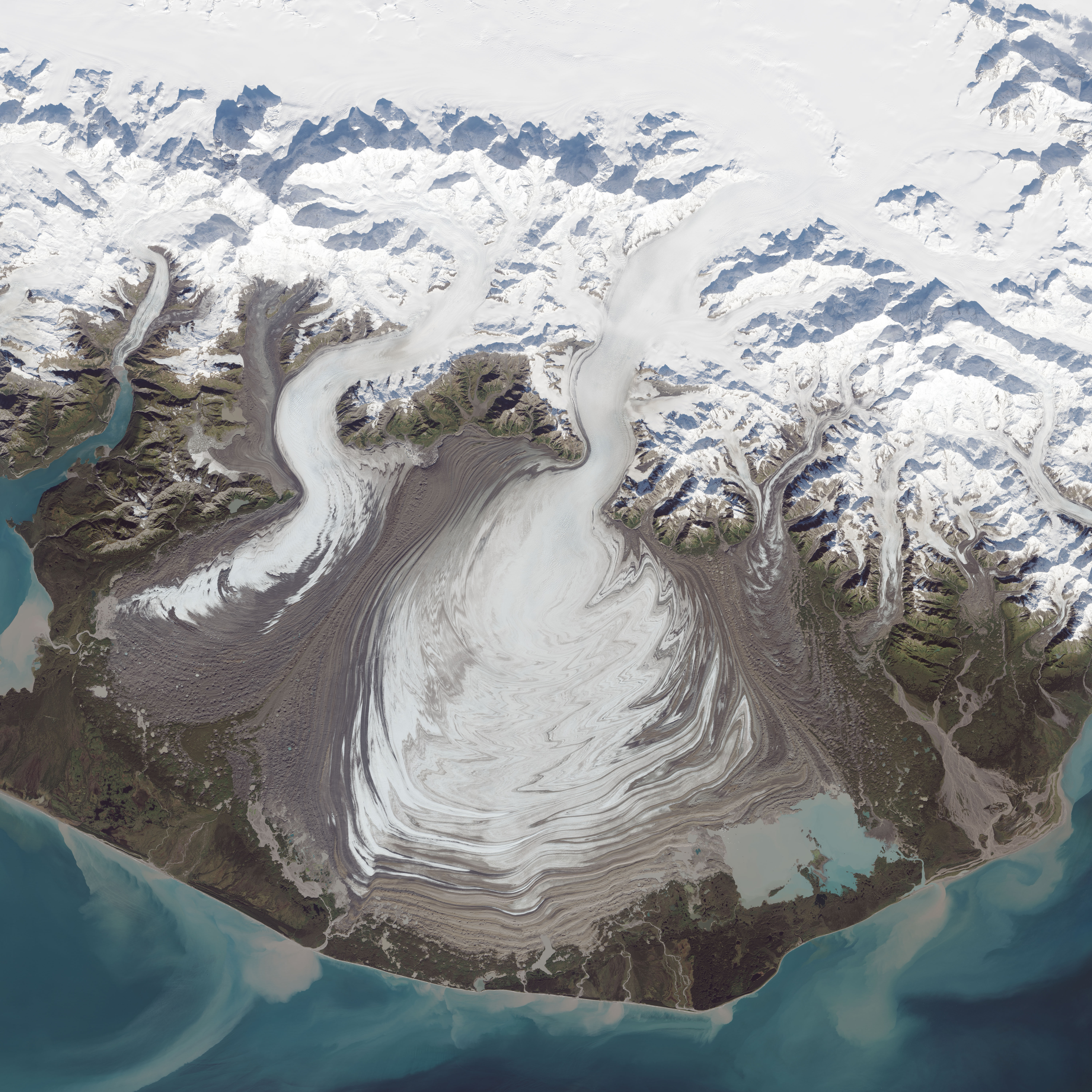
Льодовик Маласпіна (долинний), Аляска

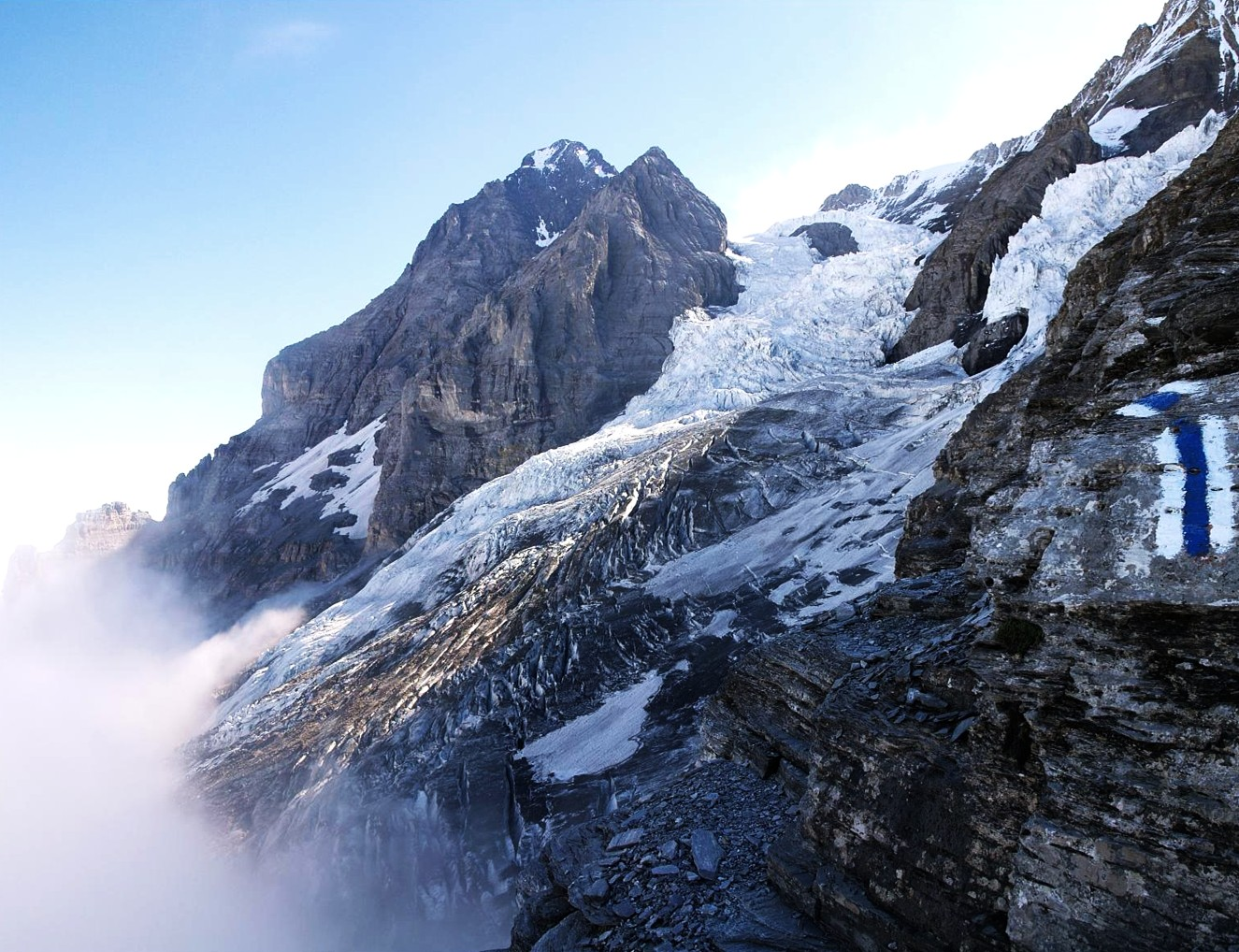
Льодовик Ейгер (висячий льодовик), Швейцарія

Виділяють такі основні їх типи:
- Долинні або троги (нім. «трог» — корито) — найбільші льодовики гірського типу, що формуються у високогірних частинах долин річок. В залежності від регіону поширення долинні льодовики мають різну за складністю будову. Серед них виділяють:Альманнаскард (долинний льодовик), Ісландія
  - прості (альпійські) — складаються з одного потоку і відіграють незначну роль у живленні річок (поширені головним чином у Альпах);
  - складні (кавказькі) — являють собою льодовикові потоки з притоками, значною мірою впливають на живлення річок (поширені головним чином на Кавказі);
  - деревоподібні (тянь-шанські) — за зовнішнім виглядом нагадують дерево, мають досить значну за площею зону живлення, володіють великими запасами води і відіграють значну роль у живленні річок (поширені в Тянь-Шані, Памірі, Гімалаях на Алясці);
  - туркестанські — мають малу площу живлення і велику площу стоку (поширені в Середній Азії).;
- Карові — льодовики кріслоподібних заглиблень, малої потужності без стоку;Льодовик Маласпіна (долинний), Аляска
- Висячі — це льодовики, що розташовуються в западинах на крутих гірських схилах, звідки витікають у вигляді коротких язиків, що висять над урвищами та періодично відколюються ініціюючи лавини.Льодовик Ейгер (висячий льодовик), Швейцарія
- Зіркоподібні — виникають з фірнового басейну на вершині гори  та радіально розходиться кілька окремих язиків. Поширені в районах активної вулканічної діяльності (гори Аляски, Чилійсько-Аргентиські Анди, Ельбрус, Казбек), там їх називають льодовиками конічних вершин, а також в областях старих гір та гірських плато (Скандинавські гори, о-ви Арктики і Антарктики) — льодовики плоских вершин;
- кальдерні (ісп. — великий котел)– займають кратери згаслих вулканів і мають досить значні розміри: Середні швидкості льодовиків долинного типу становлять: в Альпах — 0,2—0,4; на Тянь-Шані — 0,4—0,5; на Памірі — 0,6—0,8; в Гімалаях — 2,0—3,5 м/добу.

Льодовики проміжного типу — це льодовики плоскогір'їв, які утворюються в горах зі столоподібними або плескато-опуклими вершинами. Такі льодовики поширені на Скандинавському півострові і називаються льодовиками скандинавського типу.